# Stanisław Garwiński
Stanisław Garwiński, do 1946 Stanisław Gleich (ur. 1907 w Krakowie, zm. ?) – polski prawnik i polityk, wiceprezydent i p.o. prezydenta Katowic, wiceprzewodniczący WRN w Katowicach, zastępca przewodniczącego Prezydium WRN w Zielonej Górze. 

## Życiorys
Urodził się w 1907 roku w Krakowie i pochodził z rodziny urzędniczej. Po ukończeniu gimnazjum podjął studia na Wydziale Prawa i Administracji Uniwersytetu Jagiellońskiego. Tam działał w Związku Niezależnej Młodzieży Socjalistycznej. Po ukończeniu studiów, w latach 1931–1934 odbywał aplikanturę sądową w Wilnie. Z powodu przekonań politycznych zrezygnował z kariery w sądownictwie. Pracował w Okręgowej Izbie Kontroli Państwowej w Krakowie.
W czasie II wojny światowej, nie chcąc pracować w administracji niemieckiej, ukrywał swoje kwalifikacje. Gdy był już w trudnej sytuacji finansowej podjął pracę jako robotnik melioracyjny w Bochni. Po zakończeniu wojny wstąpił do Polskiej Partii Socjalistycznej. Przez krótki czas był podprokuratorem Sądu Okręgowego w Katowicach. 
W sierpniu 1945 roku został wybrany wiceprezydentem Katowic, a od 1 czerwca 1946 roku był pełniącym obowiązki prezydenta miasta, zastępując na tym stanowisku Zenona Tomaszewskiego vel Sobotę. Funkcję tę sprawował do 14 grudnia 1946 roku, a dwa dni wcześniej obowiązki prezydenta miasta objął Aleksander Willner. On sam zaś pozostał wiceprezydentem miasta.
Funkcję wiceprezydenta Katowic przestał sprawować przed 28 stycznia 1947 roku – został z niej usunięty przez kierownictwo miejscowego PPS. Podjął pracę w przemyśle metalowym, a we wrześniu 1948 roku został wiceprzewodniczącym Wojewódzkiej Rady Narodowej w Katowicach. W tym czasie był członkiem Komitetu Wojewódzkiego PPS. W czerwcu 1949 roku został członkiem Komitetu Wojewódzkiego Polskiej Zjednoczonej Partii Robotniczej w Katowicach.
8 lipca 1950 roku został zastępcą przewodniczącego Prezydium Wojewódzkiej Rady Narodowej w Zielonej Górze. Był nim do 8 marca 1951 roku.

## Odznaczenia
- Złoty Krzyż Zasługi (1949)[9]